# Borjan
Borjan je srpsko prezime koje se sreće u Dalmaciji, u selima Kričke i Uzdolje te u Lici, u selu Bjelopolju kod Korenice. Takođe, često je u mjestu Pofuki, u Koprivničko-križevačkoj županiji. Borjan je staro srpsko ime.